# Hygrohypnum bestii
Hygrohypnum bestii är en bladmossart som beskrevs av Brotherus 1908. Hygrohypnum bestii ingår i släktet bäckmossor, och familjen Amblystegiaceae. Inga underarter finns listade i Catalogue of Life.